# Ƭ
Ƭ (kleingeschrieben ƭ) ist ein Buchstabe des lateinischen Schriftsystems. Er besteht aus einem T mit Haken, der wahlweise links oder rechts positioniert werden kann. Der Buchstabe ist im Afrika-Alphabet enthalten und wird für einige afrikanische Sprachen wie z. B. Serer verwendet. Der Kleinbuchstabe ƭ stellte früher im internationalen phonetischen Alphabet den stimmlosen alveolaren Implosiv dar, der Buchstabe wurde aber 1993 abgeschafft.

## Darstellung auf dem Computer
Mit LaTeX kann das Ƭ mit Hilfe der fc-Schriften dargestellt werden. Die zugehörigen Befehle sind \m T für das große und \m t für das kleine Ƭ.
Unicode enthält das Ƭ im Unicodeblock Lateinisch, erweitert-B an den Codepunkten U+01AC (Großbuchstabe) und U+01AD (Kleinbuchstabe).